# Emil Grünzweig

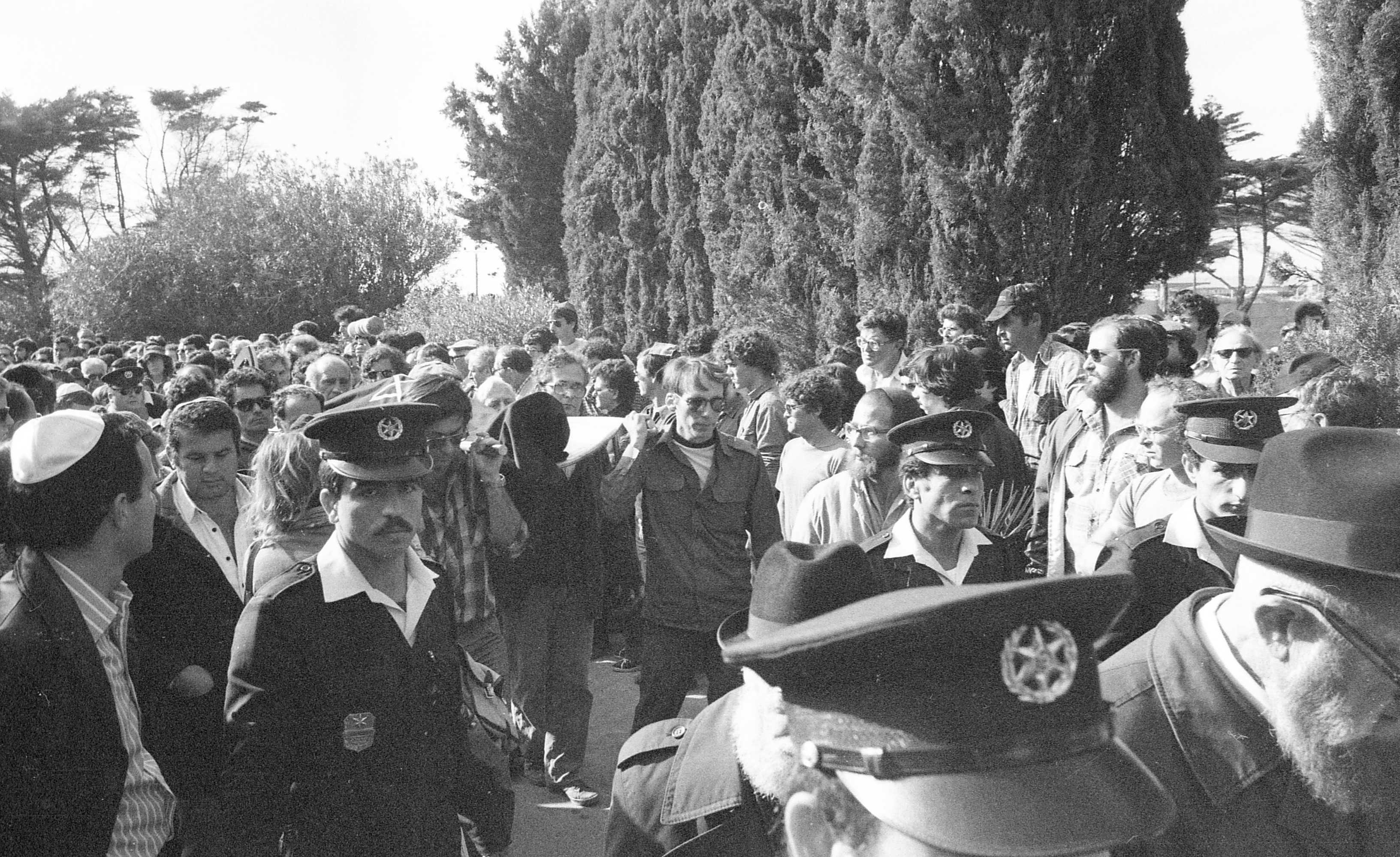
Emil Grünzweig wird zu Grabe getragen, Aufnahme von Dan Hadani

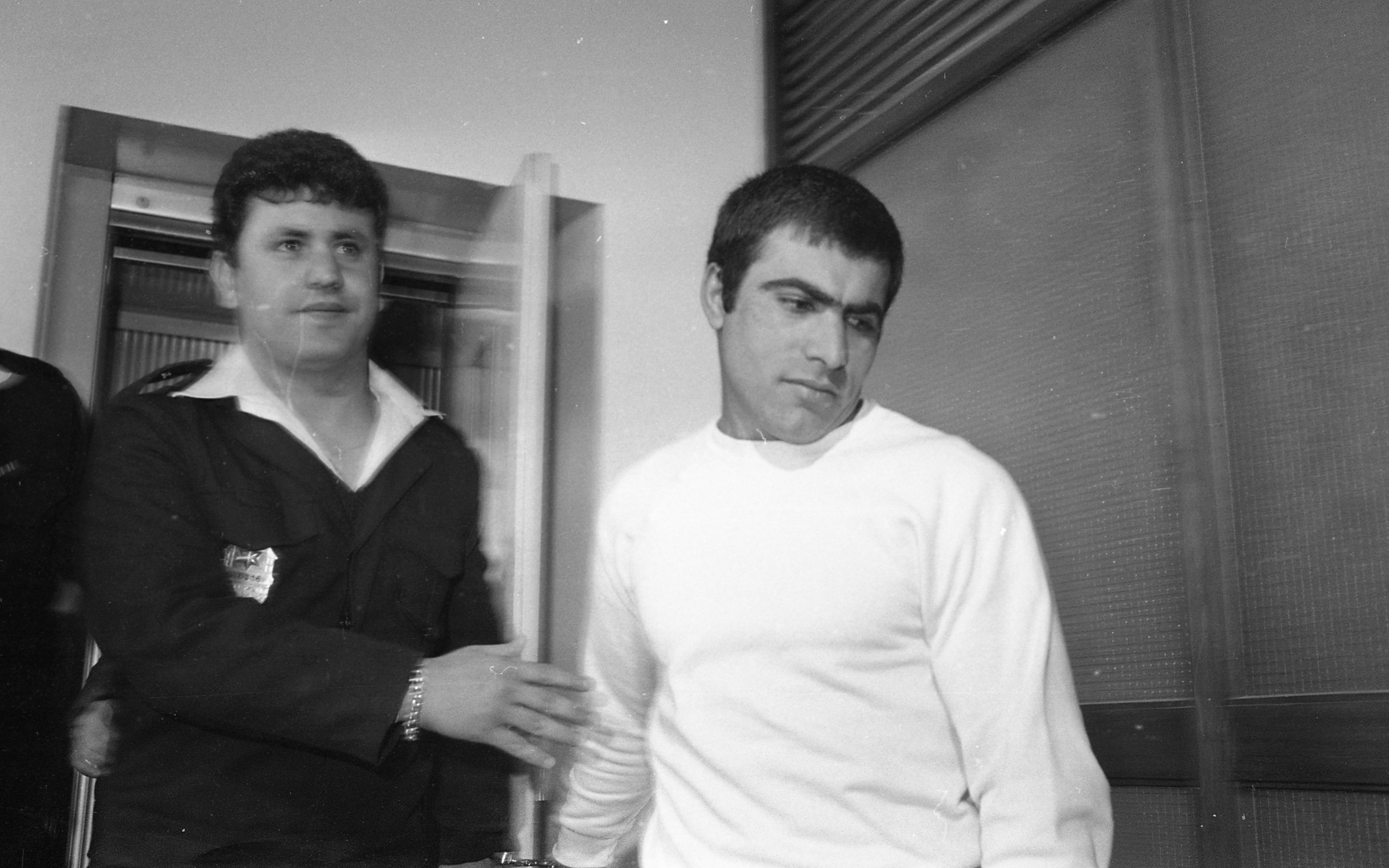
Jona Avruschmi, der Täter (rechts)

Emil Grünzweig (hebräisch אמיל גְּרִינְצְוַויְיג Emīl Grīnzwajg; geboren am 1. Dezember 1947 in Cluj-Napoca, Rumänien; gestorben am 10. Februar 1983 in Jerusalem) war ein israelischer Lehrer und Friedensaktivist. Er war Mitglied von Schalom Achschaw und wurde aufgrund seiner Ermordung durch den rechtsradikalen Aktivisten Jona Avruschmi (hebräisch יונה אברושמי; auch als Jonas Abruschmi transkribiert) auf einer Friedensdemonstration nach dem Bekanntwerden der Massaker von Sabra und Schatila eine Symbolfigur der israelischen Friedensbewegung.

## Leben und Wirken
Emil Grünzweig war der Sohn einer Auschwitzüberlebenden und emigrierte mit seiner Familie über Frankreich und Brasilien 1963 nach Israel. Als Soldat nahm er am Sechstagekrieg teil, später als Reserveoffizier am Jom-Kippur-Krieg und dem Libanon-Krieg. Nach dem Ableisten seines Wehrdienstes studierte er Mathematik und Philosophie an der Hebräischen Universität Jerusalem. Später arbeitete er als Lehrer für Mathematik und war verantwortlich für die sozialen Aktivitäten der Maʿaleh-Bessor-Schule im Kibbuz Magen. 
Er war an der Schule an vielen sozialen Projekten beteiligt, zudem führte er mit Schülern Rollenspiele zum israelisch-arabischen Konflikt durch. Anschließend machte er in Jerusalem seinen Master-Abschluss in Geschichte, Philosophie und Soziologie und arbeitete an Bildungsprojekten des Van-Leer-Jerusalem-Instituts. In dieser Eigenschaft organisierte er gemeinsame Sommerlager für besseres Verständnis zwischen jüdischen und arabischen Jugendlichen. Zum Zeitpunkt seiner Ermordung war er Doktorand der Hebräischen Universität. Soeben war der Kahan-Bericht erschienen, der Ariel Scharon schwer belastete. 

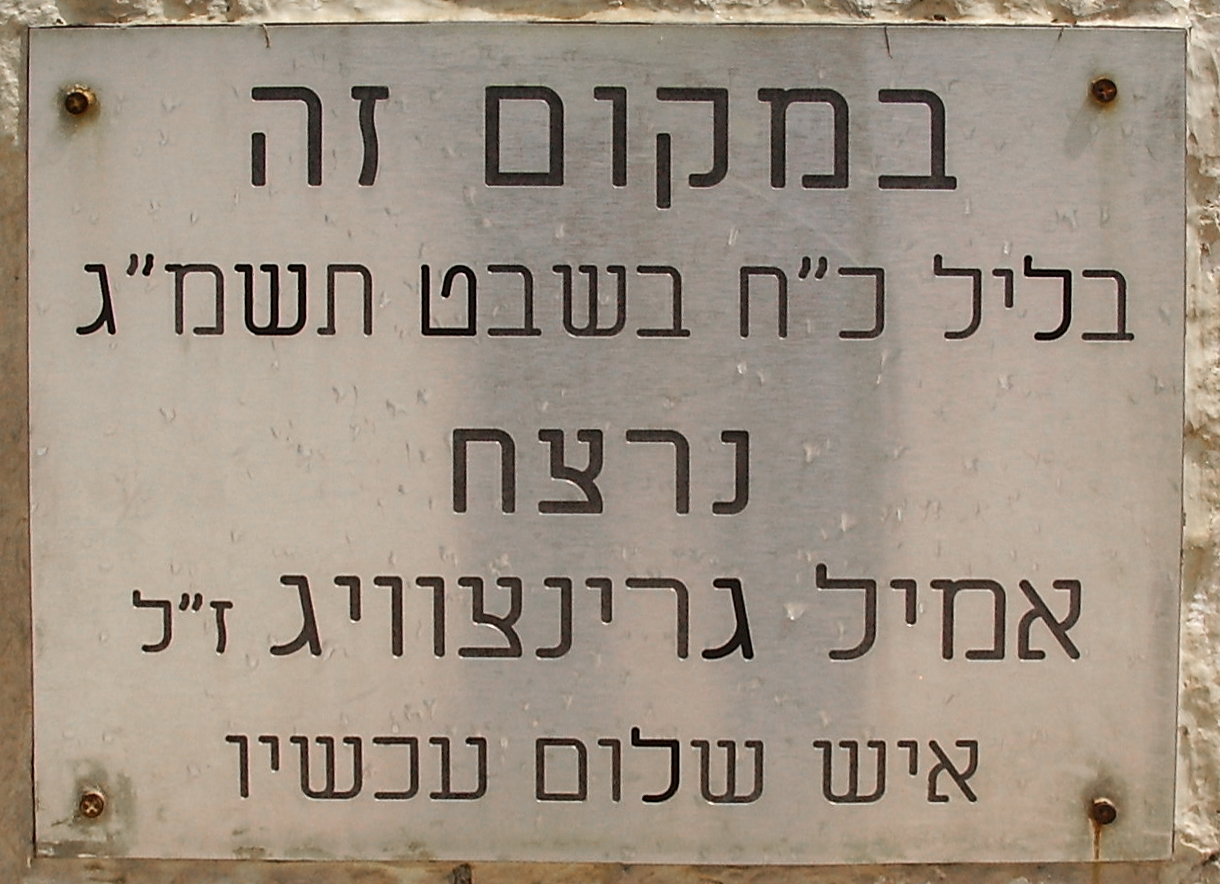
Gedenktafel für Emil Grünzweig an dem Ort, wo er in Jerusalem ermordet wurde.

Grünzweig wurde getötet, als Jona Avruschmi eine Granate in eine Menge von Demonstranten warf. Es gab auch mehrere Verletzte, darunter befand sich Avraham Burg, Sohn des Innenministers Josef Burg. An der Beerdigung Grünzweigs nahmen Tausende Israelis teil. Er hinterließ eine fünfjährige Tochter.
Avruschmi, ein Mizrachi, wurde nach mehrwöchiger Fahndung verhaftet. Er war ein Sympathisant von Scharon und Menachem Begin. Einige Tage nach dem Mord machte der Journalist Amnon Dankner in der Zeitung Haʾaretz wütende Vorwürfe an die Adresse von Mizrachim, die das ganze Ausmaß der weltanschaulichen Distanz zwischen Israels Gründergeneration der säkularen und linksgerichteten Aschkenasim gegenüber den Mizrachim verdeutlichten. Avruschmi wurde zu lebenslanger Haft verurteilt. Er trat seine Strafe 1984 an. Die Strafe wurde durch einen Gnadenakt Ezer Weizmanns im Jahre 1995 in 27 Jahre Gefängnis umgewandelt. Im Jahr 2005 wurde Avruschmis vorzeitige Entlassung verweigert. Er wurde im Januar 2011 aus der Haft entlassen.
Die Vereinigung für Bürgerrechte in Israel verleiht jährlich den Emil-Grünzweig-Menschenrechtspreis an eine Einzelperson oder eine Nichtregierungsorganisation als Anerkennung für einzigartige Beiträge zur Verbesserung der Menschenrechtslage in Israel. Der Preis wurde im Jahr 1981 ins Leben gerufen und 1983 nach Emil Grünzweig umbenannt.